# اسپارک (فیلم)
اسپارک (انگلیسی: Spark) فیلمی در ژانر انیمیشن است که در سال ۲۰۱۷ منتشر خواهد شد. از بازیگران آن می‌توان به جسیکا بیل اشاره کرد.

## داستان
اسپارک (جیس نورمن) یک میمون جوان است و با دوستانش ویکس (جسیکا بیل) یک روباه و چونگ، یک گراز مأموریت باز پس‌گیری سیاره بانا از ژنرال جونگ بدجنس را به دست می‌گیرند. جستجوهای اسپارک باعث می‌شود تا آن‌ها تمام دنیایشان را پس بگیرند و هویت مخفی واقعی خود را کشف کنند.

## صدا پیشگان
- جیس نورمن در نقش اسپارک
- جسیکا بیل در نقش ویکس
- هیلاری سوانک در نقش ملکه
- سوزان ساراندون در نقش بانانی، ربات پرستار فراموشکار اسپارک
- آلن سی. پترسون در نقش ژونگ
- جیسون دیلاین
- پاتریک استوارت در نقش کاپیتان

## تولید
در ژانویه ۲۰۱۵ سایت ددلاین.کام اعلام کرد که جسیکا بیل و هیلاری سوانک و سوزان ساراندون به انیمیشنی به کارگردانی آرون وودلی ملحق شده‌اند.

## انتشار
انیمیشن برای اولین بار در جشنواره بین‌المللی انیمیشن تورنتو در ۲۲ آوریل ۲۰۱۶ به نمایش درآمد. تاریخ انتشار فیلم در ۱۴ آوریل ۲۰۱۷ و در سطح ایالات متحده آمریکا خواهد بود.